# Хуан Ї (політик)
Хуан Ї (кит. спр. 黄毅, піньїнь: Huang Yi; серпень 1958, Жуйлі) — колишній китайський політичний діяч, який провів усю свою кар'єру в провінції Юньнань на південному заході КНР. У березні 2022 року його розслідувало провідне антикорупційне агентство Китаю. Раніше він обіймав посаду заступника голови комітету провінції Юньнань китайської народної політично узгоджувальної ради.  Він був членом 11-го та 12-го Національних комітетів китайської народної політично узгоджувальної ради.

## Біографія
Хуан народився в місті Жуйлі, провінція Юньнань, у серпні 1958 року. Під час пізньої Культурної революції, з вересня 1975 року по лютий 1978 року, він був вигнаним молодим людиною в окрузі Лунчуань. Після відновлення вступних іспитів до коледжу в 1978 році він був прийнятий до Юньнаньського сільськогосподарського університету за спеціальністю «чайне листя». Після закінчення навчання він залишився і працював в університеті.
Хуан вступив до Комуністичної партії Китаю (КПК) у січні 1981 року, а в політику пішов у березні 1989 року, коли його призначили віцемером міста Жуйлі. У травні 1993 року він став віцегубернатором автономної префектури Дехон Дай і Цзінпо і обіймав цю посаду до червня 1996 року, коли його призначили заступником директора Департаменту зовнішньої торгівлі та економічного співробітництва провінції Юньнань. У грудні 2001 року його призначили партійним головою Баошаня, що стало його першим кроком на керівну посаду в префектурі. У червні 2005 року його було підвищено до секретаря партійного відділення Народного уряду провінції Юньнань, одночасно обіймаючи посаду генерального секретаря. У листопаді 2006 року він був призначений керівником відділу Об'єднаного фронту провінційного комітету КПК провінції Юньнань і був прийнятий до складу постійного комітету провінційного комітету КПК провінції Юньнань, вищого органу влади провінції. У січні 2017 року він обійняв посаду заступника голови провінційного комітету провінції Юньнань Китайської народної політичної консультативної конференції, вищого політичного консультативного органу провінції.